# Serie di Balmer
La serie di Balmer, in fisica atomica, è una sequenza di righe che descrivono le righe spettrali dello spettro dell'atomo di idrogeno. 
La serie di Balmer è calcolata utilizzando la formula di Balmer, un'equazione empirica scoperta nel 1885 dal matematico svizzero Johann Jakob Balmer. Nella banda ottica lo spettro dell'idrogeno mostra sei righe a diverse lunghezze d'onda, quattro delle quali sono storicamente considerate visibili. Esse sono prodotte per l'emissione di un fotone da parte di un elettrone che, da uno stato eccitato, si sposta al livello quantico descritto dal numero quantico principale n = 2. 

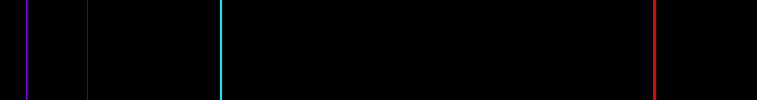
Le prime quattro linee spettrali di emissione dell'idrogeno visibili nella serie di Balmer. La linea H-alfa è quella rossa a destra.

## Generalità
La serie di Balmer è caratterizzata dalle transizioni elettroniche da n ≥ 3 a n = 2. Questi passaggi sono indicati ciascuno da una lettera greca: la transizione 3→2 è associata alla lettera α, la 4→2 alla β e così via. Poiché storicamente queste righe sono state le prime ad essere identificate, il loro nome è formato dalla lettera H, il simbolo dell'idrogeno, oppure dalla lettera L che indica il secondo livello (n = 2), seguite dalla lettera greca associata alla transizione. Nella notazione spettroscopica, i livelli successivi sono rispettivamente: K (n = 1), L (n = 2), M (n = 3), N (n = 4), O (n = 5), P (n = 6).
| Transizione               | Nome             | Lunghezza d'onda (Å) | Colore          |
| ------------------------- | ---------------- | -------------------- | --------------- |
| 3→2                       | Hα, Lα           | 6563                 | Rosso           |
| 4→2                       | Hβ, Lβ           | 4861                 | Ciano           |
| 5→2                       | Hγ, Lγ           | 4341                 | Blu             |
| 6→2                       | Hδ, Lδ           | 4102                 | Violetto        |
| 7→2                       | Hε, Lε           | 3970                 | Violetto        |
| 8→2                       | Hζ, Lζ           | 3889                 | Violetto        |
| 9→2                       | Hη, Lη           | 3835                 | (Ultravioletto) |
| {\displaystyle \infty }→2 | Limite di Balmer | 3646                 | (Ultravioletto) |

Sebbene i fisici avessero osservato queste righe già prima del 1885, mancava ancora uno strumento capace di predire con accuratezza la lunghezza d'onda esatta delle righe. La formula di Balmer è estremamente precisa in questo. Essa è un caso particolare della formula di Rydberg, che portò i fisici a scoprire anche le serie di Lyman K (n = 1), Paschen M (n = 3), Brackett  N (n = 4), di Pfund  O (n = 5) e di Humphreys P (n = 6), che descrivono le altre righe dello spettro dell'idrogeno.
La riga H-alfa, che corrisponde alla transizione 3→2, è una delle più frequenti nell'universo, estremamente brillante in moltissimi oggetti astronomici, e contribuisce a conferire loro un colore tendente al rosso. Esaminandola ad alta risoluzione, si osserva che essa è costituita da un doppietto; questa suddivisione è detta struttura fine dello spettro dell'idrogeno. Si è anche scoperto che esistono righe oltre la transizione 6→2, che cadono nella banda ultravioletta dello spettro.

## Formula di Balmer
Nel 1885 il matematico Johann Jakob Balmer notò che la lunghezza d'onda di 3645,6 Å (ora nota come limite di Balmer B), era correlata con ciascuna delle righe osservate nello spettro visibile. Studiando le regolarità negli spettri a righe degli atomi, scoprì che le lunghezze d'onda nella parte visibile all'occhio umano (intervallo compreso fra i 380 nm ed i 750 nm) dello spettro dell'idrogeno potevano essere rappresentate con grande precisione da una formula che le correlava a dei numeri interi:
{\displaystyle \lambda \ =B\,{\frac {m^{2}}{m^{2}-n^{2}}}=B\,{\frac {m^{2}}{m^{2}-4}}}
dove
- λ lunghezza d'onda della luce emessa
- B limite di Balmer, pari a 3,6456 × 10-7 m o 364,56 nm o 3645,6 Å
- n = 2
- m intero con m > n

### Sviluppi successivi

#### Formula di Rydberg
Nel 1889 il fisico svedese Johannes Rydberg generalizzò, con la formula di Rydberg, quella di Balmer per tutte le transizioni dell'idrogeno (non solo la serie di Balmer L (n = 2), parzialmente nello spettro visibile, ma anche la serie di Lyman K (n = 1) nell'ultravioletto e quelle di Paschen M (n = 3), Brackett N (n = 4), Pfund O (n = 5) e Humphreys P (n = 6) nell'infrarosso):
{\displaystyle {\frac {1}{\lambda }}={\frac {4}{B}}\left({\frac {1}{n^{2}}}-{\frac {1}{m^{2}}}\right)=R_{\mathrm {H} }\left({\frac {1}{n^{2}}}-{\frac {1}{m^{2}}}\right)}
con 
- λ lunghezza d'onda della radiazione emessa
- RH = 4/B costante di Rydberg dell'idrogeno, pari a circa (1,097 x 107) m-1
- n ed m numeri interi positivi con m > n

I due termini, la cui differenza dà una riga spettrale, rappresentano i livelli energetici atomici della transizione.
Per n = 2 si ritrova la serie di Balmer:
{\displaystyle {\frac {1}{\lambda }}={\frac {4}{B}}\left({\frac {1}{4}}-{\frac {1}{m^{2}}}\right)=R_{\mathrm {H} }\left({\frac {1}{4}}-{\frac {1}{m^{2}}}\right)}
con m = 3, 4, 5, ...

#### Formula di Rydberg-Ritz
Nel 1908 il fisico Walther Ritz generalizzò, tramite la formula di Rydberg-Ritz, la formula di Rydberg per elementi diversi dall'idrogeno:
{\displaystyle {\frac {1}{\lambda }}=R_{M}\left[{\frac {1}{(n+a)^{2}}}-{\frac {1}{(m+b)^{2}}}\right]}
con:
- {\displaystyle R_{M}} costante di Rydberg per un dato elemento chimico
- a e b parametri caratteristici di ogni elemento (per l'idrogeno, a e b sono pari a 0)

Ogni elemento chimico ha la propria costante di Rydberg {\displaystyle R_{M}}. Per tutti gli atomi idrogenoidi (ossia quelli con un solo elettrone sull'orbita più esterna), {\displaystyle R_{M}} può essere derivato dalla costante di Rydberg "all'infinito" (per un nucleo infinitamente pesante), come segue:
{\displaystyle R_{M}={\frac {R_{\infty }}{1+m_{e}/M}}}
dove:
- {\displaystyle M} massa del suo nucleo atomico
- {\displaystyle m_{e}} massa dell'elettrone

La costante di Rydberg "all'infinito" (CODATA, 2014) vale
{\displaystyle R_{\infty }={\frac {m_{e}e^{4}}{(4\pi \varepsilon _{0})^{2}\hbar ^{3}4\pi c}}={\frac {m_{e}c^{2}e^{4}}{(4\pi \varepsilon _{0})^{2}(\hbar c)^{3}4\pi }}={\frac {m_{e}c^{2}\alpha ^{2}}{2hc}}={\frac {m_{e}e^{4}}{8\varepsilon _{0}^{2}h^{3}c}}=1,097\,373\,156\,850\,8(65)\times 10^{7}\,\mathrm {m} ^{-1}}
dove:
- {\displaystyle \hbar } costante di Planck ridotta
- {\displaystyle m_{e}} massa dell'elettrone
- {\displaystyle e} carica elementare
- {\displaystyle c} velocità della luce nel vuoto
- {\displaystyle \varepsilon _{0}} costante dielettrica del vuoto
- α costante di struttura fine

## Ruolo in astronomia
La serie di Balmer è particolarmente utilizzata in astronomia a causa dell'abbondanza dell'idrogeno nell'universo. Per questo, infatti, le righe di Balmer sono molto frequenti in un gran numero di oggetti, e sono anche piuttosto intense se paragonate a quelle degli altri elementi.
La classificazione spettrale delle stelle, che porta alla determinazione della temperatura superficiale, è basata sull'intensità relativa delle righe spettrali, e quelle di Balmer sono in questo senso molto importanti. Anche altre caratteristiche delle stelle possono essere ricavate dallo spettro, come la gravità superficiale e la composizione chimica delle atmosfere. Poiché le righe di Balmer sono molto frequenti, e la loro lunghezza d'onda è ben determinata, sono anche utilizzate per determinare le velocità radiali dall'effetto Doppler.
Queste righe appaiono sia in assorbimento che in emissione, a seconda della natura dell'oggetto in esame. Nelle stelle, ad esempio, le righe sono generalmente in assorbimento, e sono più intense nelle stelle con temperatura superficiale vicina a 10000 K (tipo spettrale A). Sono invece righe di emissione nello spettro degli AGN, delle regioni HII, e delle nebulose planetarie.
Negli spettri stellari, la riga Hε (transizione 7-2) è spesso fusa con un'altra riga di assorbimento dovuta al calcio ionizzato, a causa della vicinanza fra le due lunghezze d'onda. Allo stesso modo, la riga Hζ è confusa con una delle righe di elio neutro.